# Jonas Rickaert
Jonas Rickaert (født 7. februar 1994 i Mont-Saint-Aignan) er en cykelrytter fra Belgien, der er på kontrakt hos Alpecin-Deceuninck.